# 黎仕林
黎仕林，廣東河源人，（1952年—）中共黨員丶中共軍事人物丶政治人物丶中國人民解放軍少將

## 生平
曾仼海南省軍區司令員丶广州军区副参谋长丶驻港部队参谋长丶中国人民解放军驻香港部队后勤部首任部长丶广州军区联勤部副部长等 